# 花之塔
花之塔（日语：花の塔）是动画《Lycoris Recoil》的片尾曲，由日本创作歌手Sayuri作词、作曲，编曲，2022年7月3日通过Ariola Japan发行。这首歌是Sayuri的第二张录音室专辑《缺氧少女》中的五首单曲之一，该专辑于一个月后发布，亦是Sayuri生前最後一首歌。

## 创作与内容
歌曲的主調为A大調 
 拍，节奏为170 bpm。Sayuri称，这是「一首描绘光与影、欢乐与悲伤的歌曲」。

## 反响
该曲在令和动漫歌曲大赏中获得用户投票奖。
這首歌由于數位销售超过10萬張，获得了由日本唱片協會颁发的金唱片奖。在日本公告牌的Hot 100单曲排行榜中，達到了最高52位，並在排行榜上停留了8週。